# Doede
Doede of Doed is een voornaam afkomstig uit Friesland en Groningen. Het is een kinderlijke verkorting van namen zoals Liudolf of Ludolf.
Varianten zijn:
- Doedenius (Latinisering)
- Dode / Doode (in onbruik geraakt)
- Dodonea
- Doetsia

Het voorkomen van de naam is sinds het begin van de metingen in 1880 steeds verder afgenomen. In 2014 kregen 452 kinderen deze naam, verreweg de meesten jongetjes, maar ook enkele meisjes.